# Almira Scripcenco
Almira Scripcenco, alternativ Elmira Scripcenco sau Elmira Scripcenco-Lautier (n. 17 februarie 1976, Chișinău, URSS) este o șahistă franceză, cu titluri de Maestru Internațional FIDE și Woman Grandmaster. Almira Scripcenco este fiica șahistei și matematicianei Naira Agababean, Antrenor Emerit al Moldovei la Șah, și a șahistului basarabean Tudor Scripcenco.

## Biografie
Almira s-a născut la Chișinău, în RSS Moldovenească. Născută într-o familie de șahiști, Almira a devenit încă de mică, o talentată șahistă. La vârsta de zece ani a obținut categoria I la șah. Primul turneu internațional al său a avut loc în 1989, la Timișoara. Atunci ea, fiind inclusă în ultimul moment în delegația URSS, a reușit să câștige turneul. În același an, la Varna, a devenit campioana Bulgariei printre fete.
În anii 1990, Almira s-a mutat în Franța, obținând și cetățenia franceză.
Primul mare succes al ei a fost în 1992, când, la Duisburg (Germania), a câștigat titlul de campioană a lumii printre junioare (până la 16 ani).
În anul 1994, a ocupat locul V mondial în categoria „under 20" și tot în același an, a câștigat turneul zonal, calificându-se la campionatele mondiale și a obținut titlul de mare maestru internațional. A participat la olimpiadele șahistice de la Manila (1992), Moscova (1994), Erevan (1996) și Istanbul (2000). În anul 2001, la Campionatul european de șah din Varșovia a fost medaliată cu aur. În 1998, Almira s-a căsătorit cu marele maestru francez Joel Lautier, iar din 2003 a acceptat să evolueze pentru Franța.
Pe lângă șah, Almira a mai jucat și poker la nivel profesionist, participând la o serie de turnee majore internaționale și având câștiguri cumulative din poker de peste 250.000 de dolari.